# IN THE MOVIE
『IN THE MOVIE』は、日本のア・カペラ ヴォーカルグループ、SMOOTH ACEの4枚目の映画で使用された洋楽ソングを集めたカバー・アルバム。2003年9月10日にTOSHIBA EMIからリリースされ、10曲が収録されている。

## 収録曲
表記のないものは、編曲：徳澤青弦
1. I don’t Want To Miss A Thing「アルマゲドン（歌：エアロスミス）」
（作詞・作曲：Dian Warren、コーラス・アレンジ：重住ひろこ）
2. Ain’t Mountain High Enough「天使にラブ・ソングを2（歌：マーヴィン・ゲイ、タミー・テレル、ダイアナ・ロス）」
（作詞・作曲：Nicholas Ashford,Valerie simpson、コーラス・アレンジ：重住ひろこ）
3. Stand By Me「スタンド・バイ・ミー」
（作詞・作曲：Ben E. King・jerry Leiber&Mike Stoller、編曲：石成正人、コーラス・アレンジ：岡村玄）
4. Against All Odds「カリブの熱い夜」
（Philip Collins、編曲：TEAM SMOOTH ACE、コーラス・アレンジ：岡村玄）
5. The Way We Were「追憶」
（作詞：Alan Bergman, Marilyn Bergman,、作曲：Marvin Hamlisch、編曲：Yasuhiko Sato、コーラス・アレンジ：平慎也）
6. My Favorite Things「サウンド・オブ・ミュージック」
（作詞：Oscar Hammerstain ll、作曲：Richard Rodgers、コーラス・アレンジ：重住ひろこ）
7. Ghostbusters「ゴーストバスターズ」
（Ray Parker Jr. 、コーラス・アレンジ：岡村玄）
8. My Heart Will Go On「タイタニック（歌：セリーヌ・ディオン）」
（作詞：Will Jennings、作曲：James Horner、編曲：石成正人、コーラス・アレンジ：平慎也）
9. She「ノッティングヒルの恋人（歌：エルヴィス・コステロ）」
作詞：Herbret Kretzmer、作曲：Charles Aznavour、コーラス・アレンジ：李眞姫）
10. The Greatest Love Of All「アリ／ザ・グレイテスト（歌：ジョージ・ベンソン）」
（作詞：Linda Creed、作曲：Micheal Masser、編曲：石成正人、コーラス・アレンジ：李眞姫）

## 参加
重住ひろこ、岡村玄、平慎也、李眞姫（vo, cho）／Armin Linzbichler、吉岡大輔（d）／Yasuhiko Sato、岡雄三（b）／石成正人（g）／平松良太、江草啓太、Paul Honesty（pf）／徳澤青弦（Vc）／杉野裕（Vl）

## スタッフ
レコーディング／ミキシング・エンジニア：加藤博実、マスタリング・エンジニア：相川洋一、撮影：小木曽威夫

## 品番
TOCT-25098